# Tmarus humphreyi
Tmarus humphreyi là một loài nhện trong họ Thomisidae.
Loài này thuộc chi Tmarus. Tmarus humphreyi được Arthur Merton Chickering miêu tả năm 1965.